# Mieczysław Sośniak
Mieczysław Stanisław Sośniak (ur. 1 stycznia 1920 we Lwowie, zm. 13 września 1991 w Katowicach) – polski prawnik, profesor zwyczajny, specjalizujący się w prawie cywilnym i prawie międzynarodowym prywatnym.

## Życiorys
Urodził się w rodzinie Tadeusza (1872–1953), dyrektora banku, i Marii z domu Turs. Ukończył Lwowskie Konserwatorium Państwowe. W 1938 wstąpił na Wydział Prawa Uniwersytetu Jana Kazimierza. Po wybuchu II wojny światowej, razem z rodzicami opuścił Lwów i przeniósł się do Krakowa. Podjął studia (w tajnym nauczaniu) na Wydziale Prawa i Wydziale Filozofii Uniwersytetu Jagiellońskiego. 
Po zakończeniu drugiej wojny światowej został asystentem w Katedrze Prawa Cywilnego i Międzynarodowego Prywatnego na Wydziale Prawa Uniwersytetu Jagiellońskiego. W 1951 ukończył studia filozoficzne na UJ. Jednocześnie do 1950 pracował w Prokuratorii Generalnej RP w Krakowie.
Stopień naukowy doktora uzyskał w 1948. Habilitował się w 1957 na podstawie pracy pt. Bezprawność zachowania jako przesłanka odpowiedzialności cywilnej za czyny niedozwolone, a w 1973 uzyskał tytuł profesora.
W 1965 organizował Wydział Prawa filii Uniwersytetu Jagiellońskiego w Katowicach. W 1966 został prodziekanem tego wydziału, a w 1968 pierwszym dziekanem Wydziału Prawa i Administracji nowo utworzonego Uniwersytetu Śląskiego (kolejny raz sprawował tę funkcję w latach 1986–1990). Przez wiele lat kierował też Instytutem Prawa Sądowego, a następnie od 1981 – Katedrą Prawa Cywilnego UŚ. Pod jego kierunkiem stopień doktora nauk prawnych uzyskali m.in. Henryk Goik, Kazimierz Kruczalak, Stanisława Kalus i Maria-Anna de Abgaro Zachariasiewicz.
W pracy naukowej zajmował się tematyką odpowiedzialności cywilnej, w tym m.in. problematyką odpowiedzialności lekarskiej i sportowej, zgody poszkodowanego oraz bezprawnością jako przesłanką odpowiedzialności. Ponadto zajmował się badaniami związanymi z prawem prywatnym międzynarodowym, prawem przewozowym oraz problematyką umów. Był autorem kilku monografii i podręczników, a także licznych rozpraw, studiów i artykułów.
Był m.in. członkiem Komisji Prawnej Oddziału Polskiej Akademii Nauk w Krakowie i Komisji do Spraw Reformy Prawa Cywilnego.
Od 3 kwietnia 1954 był mężem Alicji z domu Drozdowskiej (1926–1989), ojcem Tadeusza (1957–2015), doktora filozofii.
Zmarł w Katowicach, pochowany na cmentarzu ewangelickim przy ul. Francuskiej (kwatera 16-1-2).

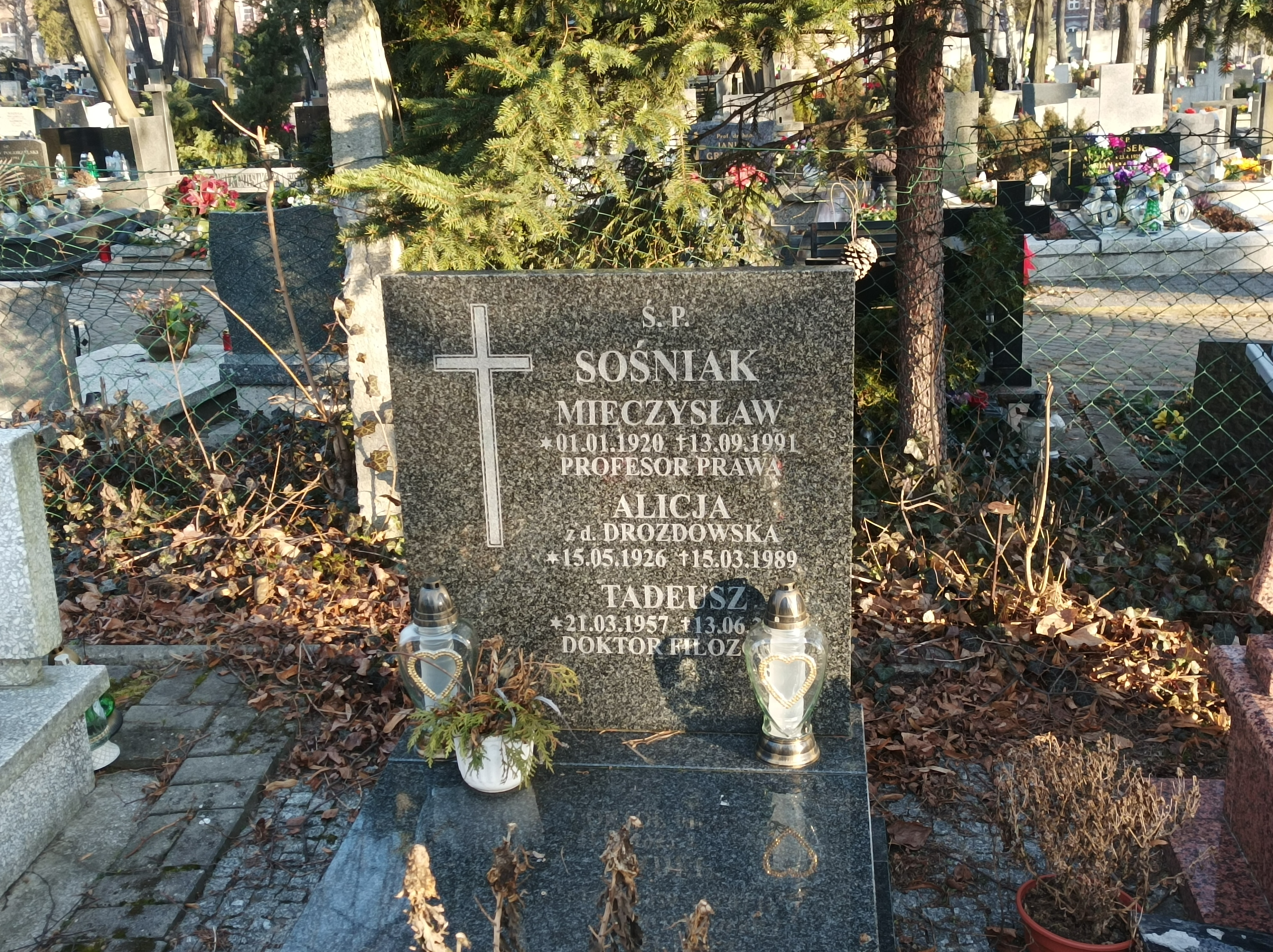
Grób prof. Mieczysława Sośniaka na cmentarzu ewangelickim przy ul. Francuskiej w Katowicach

## Ważniejsze publikacje
- Bezprawność zachowania jako przesłanka odpowiedzialności cywilnej za czyny niedozwolone (1959)
- Klauzula porządku publicznego w prawie międzynarodowym prywatnym (1961)
- Konflikty w czasie norm cywilnoprawnych (1962)
- Cywilna odpowiedzialność lekarza (1968)
- Prawo przewozu lądowego (1969)
- Międzynarodowe prawo rodzinne (1969; współautor wraz z B. Walaszkiem i E. Wierzbowskim)
- Zobowiązania nie wynikające z czynności prawnych w prawie prywatnym międzynarodowym (1971)
- Zarys prawnej problematyki transportu (1972)
- Należyta staranność (1980)
- Rozwój historyczny konstrukcji umowy obligacyjnej (1986)
- Francuski system umów obligacyjnych (1989)
- Zagadnienia typologii i systematyki umów obligacyjnych (1990)

## Ordery i odznaczenia
- Krzyż Komandorski Orderu Odrodzenia Polski[10]
- Krzyż Kawalerski Orderu Odrodzenia Polski[10]
- Medal 10-lecia Polski Ludowej (15 stycznia 1955)[11]

## Upamiętnienie
Profesor Mieczysław Sośniak jest patronem auli na Wydziale Prawa i Administracji przy ul. Bankowej 8.